# Regio sternocleidomastoidea

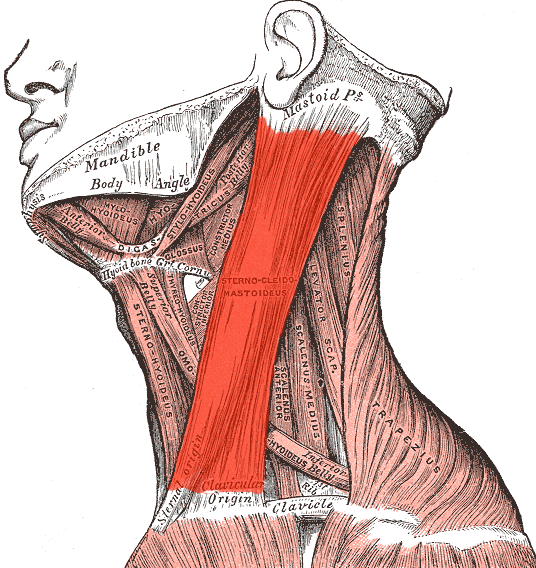
Musculus sternocleidomastoideus

Die Regio sternocleidomastoidea ist eine der Halsregionen und entspricht in ihrer Ausdehnung etwa der des gleichnamigen Muskels. Dieser Muskel ist am gestreckten oder seitwärts gedrehten Hals durch die Haut sichtbar. Bei mageren Menschen kann ein Grübchen zwischen den beiden Muskelursprüngen sichtbar sein, das als Fossa supraclavicularis minor (kleine Überschlüsselbeingrube) bezeichnet wird. Die paarige Regio sternocleidomastoidea liegt zwischen der unpaaren Regio cervicalis anterior und der jeweiligen Regio cervicalis lateralis. 
Unter dem Muskel liegt der Gefäß-Nerven-Strang des Halses mit Halsschlagader, Drosselvenen und Nervus vagus. Zudem legt sich die obere Wurzel der Ansa cervicalis der Halsschlagader an.